# Hans-Gunnar Liljenwall
Hans-Gunnar Liljenwall (né le 9 juillet 1941 à Jönköping en Suède) est un pentathlonien suédois. Il est connu pour avoir été le premier athlète disqualifié pour dopage lors d'une édition des Jeux olympiques, en 1968. En effet, en 1967, le Comité international olympique décide de mettre en place des  contrôles antidopage pour l'édition de Mexico. À l'issue de l'épreuve de tir, des traces excessives d’alcool sont retrouvées dans ses urines : il aurait bu deux bières avant le début de l'épreuve en question afin de calmer son stress. Il est disqualifié de la compétition individuelle et la Suède est également disqualifiée de la compétition par équipes.
Liljenwall participe également aux Jeux de 1964 et de 1972. Lors du championnats du monde de pentathlon, il se classe à la deuxième place de la compétition par équipes avec Björn Ferm et Hans Jacobson.

## Palmarès
- Jeux olympiques
  - 1964 : 11e individuel et 4e par équipe
  - 1968 : disqualifié
  - 1972 : 25e individuel et 5e par équipe
- Championnat du monde
  - 1967 : 2e par équipe